# Erik Spoelstra
Erik Jon Spoelstra Celino (Evanston, Illinois, 1 de noviembre de 1970) es un entrenador de baloncesto estadounidense que dirige desde 2008 a los Miami Heat de la NBA. Es el primer técnico filipino-estadounidense en esta liga, y el primer asiático-estadounidense en ganar un título como entrenador.

## Trayectoria

### Inicios
Creció en Portland, Oregón, y se graduó en el Instituto Jesuita en 1988, donde es tercero en la historia en asistencias (488), tercero también empatado en triples (156) y sexto en porcentaje de triples (38,4%) y tiros libres (82,4%).
Luego pasó a la Universidad de Portland donde fue el base titular de los Pilots durante 3 años, hasta su graduación en 1992, y fue nombrado Freshman del Año de la West Coast Conference en 1989. Forma parte del selecto grupo que superó 1000 puntos en Portland. 
Después de la universidad pasó dos años como entrenador-jugador en TuS Herten, un equipo de Alemania

### Miami Heat (2008-presente)

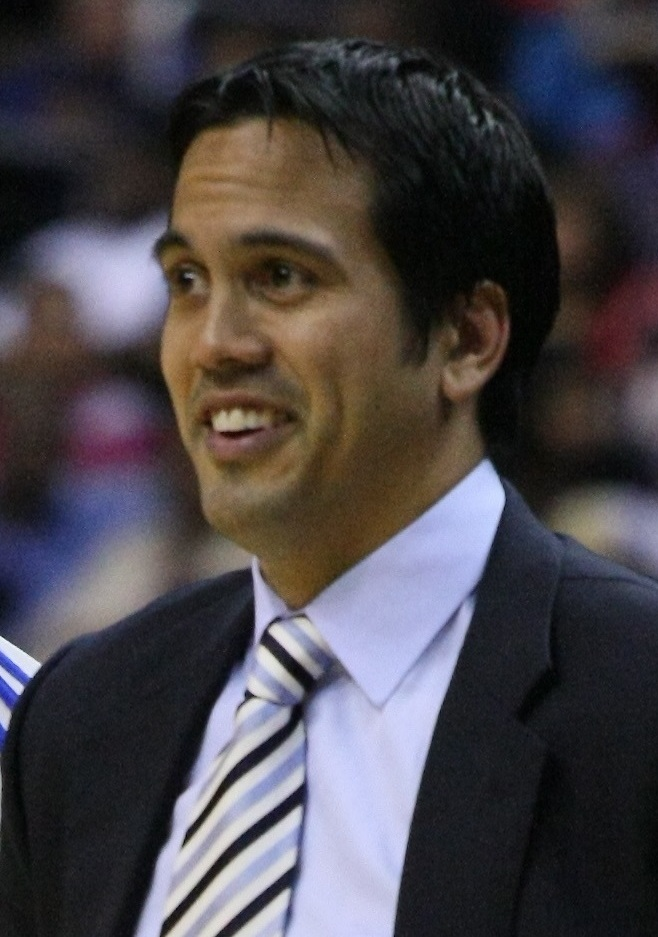
Spoelstra en 2009.

El 28 de abril de 2008, fue nombrado el sucesor de Pat Riley como entrenador de Miami Heat. La dimisión de Riley se produjo después de protagonizar la peor temporada que ha tenido como técnico desde que llegara a la NBA. Riley se quedó como presidente del equipo, y su primera decisión fue que el relevo fuera Erik Spoelstra, asistente bajo su dirección pero que nunca había tenido experiencia en la NBA. Con 37 años, Spoelstra se convirtió en el técnico más joven de la liga, 69 días más joven que Lawrence Frank, entrenador de New Jersey Nets.
Erik había estado trabajando para Miami Heat durante 13 temporadas pero nunca, con excepción de las ligas de verano, había desempeñado el cargo de entrenador jefe. Su primer trabajo en Miami fue de director de scouting, allá por 1995, luego fue ascendido a entrenador asistente (continuando con sus funciones de scouting). Desde hacía tiempo se le veía como la persona a la que Pat Riley acabaría promocionando para sustituirle en el banquillo de los Heat.
Llevó a Miami Heat a dos series de playoffs consecutivas en las que cayeron contra Atlanta Hawks y Boston Celtics respectivamente. En la temporada 2010-11, con la llegada del Big Three, lleva al equipo a una marca de 58-24 clasificándose segundos por detrás de los Chicago Bulls. En los playoffs de esa temporada, conduce a Miami Heat a las finales de la NBA, eliminando a los Philadelphia 76ers, los Boston Celtics y a Chicago Bulls. En las finales de la NBA de 2011, se enfrentaron a los Dallas Mavericks donde perdieron por 4-2.
En la temporada 2011-12 conduce a Miami de nuevo a los playoffs de nuevo con la segunda mejor marca de la conferencia Este y de nuevo por detrás de los Chicago Bulls. En esta ocasión sus víctimas en la postemporada serían New York Knicks (4-1), Indiana Pacers (4-2), Boston Celtics (4-3) y finalmente los Oklahoma City Thunder (4-1) para proclamarse campeones de la NBA 2012.
En la 2012-13, es elegido por primera vez como entrenador de la Conferencia Este para el All-Star Game de 2013 y luego logra el bicampeonato con Miami Heat. Este título fue conseguido tras unas finales de NBA donde se enfrentaron a San Antonio Spurs venciendo en el séptimo y definitivo partido (4-3).
Al año siguiente, en la temporada 2013-14, llegan a una nueva final contra San Antonio Spurs pero esta vez el anillo cae del lado de los tejanos por 4-1.
[actualizar]
En la temporada 2019-20, durante "la burbuja de Orlando", vuelve a llevar a su equipo a la final en la que pierden contra Los Angeles Lakers 4-2.
El 28 de abril de 2021, consigue su victoria número 600 como entrenador de los Heat, convirtiéndose en el sexto entrenador de la historia de la NBA en alcanzar esa cifra en un mismo equipo.
El 6 de febrero de 2022, tras llevar al equipo a un récord de 34-20, se anunció que sería el entrenador de la Conferencia Este, durante el All-Star Game de la NBA 2022.
Durante su decimosexta temporada en Miami, en enero de 2024, acuerda una extensión de contrato por 8 temporadas más y $120 millones. Luego fue nombrado entrenador del mes de febrero de la conferencia Este.

## Estadísticas como entrenador
| Equipo | Año     | P   | V   | D    | V–D% | Finalizado       | PP  | VP | DP   | PV–D% | Resultado                            |
| ------ | ------- | --- | --- | ---- | ---- | ---------------- | --- | -- | ---- | ----- | ------------------------------------ |
| Miami  | 2008-09 | 82  | 43  | 39   | .524 | 3.º en Southeast | 7   | 3  | 4    | .429  | Pierde en Primera ronda              |
| Miami  | 2009-10 | 82  | 47  | 35   | .573 | 3.º en Southeast | 5   | 1  | 4    | .200  | Pierde en Primera ronda              |
| Miami  | 2010-11 | 82  | 58  | 24   | .707 | 1.º en Southeast | 21  | 14 | 7    | .667  | Pierde en Finales NBA                |
| Miami  | 2011-12 | 66  | 46  | 20   | .697 | 1.º en Southeast | 23  | 16 | 7    | .696  | Gana Finales NBA                     |
| Miami  | 2012-13 | 82  | 66  | 16   | .805 | 1.º en Southeast | 23  | 16 | 7    | .696  | Gana Finales NBA                     |
| Miami  | 2013-14 | 82  | 54  | 28   | .659 | 1.º en Southeast | 20  | 13 | 7    | .650  | Pierde en Finales NBA                |
| Miami  | 2014-15 | 82  | 37  | 45   | .451 | 3.º en Southeast | —   | —  | —    | —     | No playoffs                          |
| Miami  | 2015-16 | 82  | 48  | 34   | .585 | 1.º en Southeast | 14  | 7  | 7    | .500  | Pierde en Semifinales de conferencia |
| Miami  | 2016-17 | 82  | 41  | 41   | .500 | 3.º en Southeast | —   | —  | —    | —     | No playoffs                          |
| Miami  | 2017-18 | 82  | 44  | 38   | .537 | 1.º en Southeast | 5   | 1  | 4    | .200  | Pierde en Primera ronda              |
| Miami  | 2018-19 | 82  | 39  | 43   | .476 | 3.º en Southeast | —   | —  | —    | —     | No playoffs                          |
| Miami  | 2019-20 | 73  | 44  | 29   | .603 | 1.º en Southeast | 21  | 14 | 7    | .667  | Pierde en Finales NBA                |
| Miami  | 2020-21 | 72  | 40  | 32   | .556 | 2.º en Southeast | 4   | 0  | 4    | .000  | Pierde en Primera ronda              |
| Miami  | 2021-22 | 82  | 53  | 29   | .646 | 1.º en Southeast | 18  | 11 | 7    | .611  | Pierde en Finales de conferencia     |
| Miami  | 2022-23 | 82  | 44  | 38   | .537 | 8.º en Southeast | 23  | 13 | 10   | .565  | Pierde en Finales NBA                |
| Miami  | 2023-24 | 82  | 46  | 36   | .561 | 2.º en Southeast | 5   | 1  | 4    | .200  | Pierde en Primera ronda              |
| Miami  | 2024-25 | 82  | 37  | 45   | .451 | 3.º en Southeast | 4   | 0  | 4    | .000  | Pierde en Primera ronda              |
| Total  | 1359    | 787 | 572 | .579 |      | 189              | 110 | 83 | .570 |       |                                      |

## Vida personal
Erik es el hijo de Jon Spoelstra, quien fuera ejecutivo de la NBA para Portland Trail Blazers, Denver Nuggets, Buffalo Braves y New Jersey Nets. Su padre es de ascendencia holandesa e irlandés y su madre, Elisa Celino, filipina de San Pablo, Laguna.
El 17 de septiembre de 2015, anunció su compromiso con la bailarina Nikki Sapp. La pareja se casó el 22 de julio de 2016, y tienen dos hijos y una hija. En noviembre de 2023 se divorciaron.